# Gutmann (Bildhauerfamilie)
Die Bildhauerfamilie Gutmann war eine fränkische Künstlerfamilie, die im 18. Jahrhundert im Hochstift Würzburg arbeitete. Teile der Familie waren an der Baustelle der Würzburger Residenz beschäftigt.

## Mitglieder der Familie
- A1 Martin Gutmann ⚭ Elisabeth N.: Martin Gutmann war als Schreiner tätig. Er heiratete Elisabeth, die in der Matrikel als „acatholica“ bezeichnet wird, also wohl aus einer lutherischen Familie stammte. Die Familie Gutmann lebte zunächst in Untereuerheim und zog später nach Püsselsheim um.[1]
  - B1 Georg Adam Gutmann (* 5. Februar 1709 in Untereuerheim; † 1748): Georg Adam Gutmann ehelichte am 20. Februar 1730 in der Würzburger Peterskirche Anna Maria Barthin. Er arbeitete an der Würzburger Residenz als sogenannter Zieratenschneider mit, wobei er von Zeit zu Zeit auch mit seinen jüngeren Brüdern zusammenarbeitete. Ab 1739 ist er wohl im Würzburger Sanderviertel wohnhaft. Der Bildhauer Wolfgang Auwera beschwert sich über die Konkurrenz, die ihm Gutmann bereitete, obwohl er nicht Bürger der Stadt war.
  - B2 Johann Georg Gutmann (* 19. September 1711 in Untereuerheim; † wohl 1787): Johann Georg Gutmann heiratete im Jahr 1736 in Würzburg, vier Jahre später war er bereits zu einem Hausbesitzer in der Stadt aufgestiegen. Wahrscheinlich arbeitete er für das Chorgestühl im Würzburger Dom mit Lukas Auwera zusammen.
  - B3 Martin Gutmann (* 10. Juni 1713 in Untereuerheim; † unklar): Martin Gutmann ließ sich in Wiesentheid nieder und zeichnete für Arbeiten im Steigerwald und seinem Vorland verantwortlich. Unter anderem entstand das große Orgelwappen für die Gaibacher Pfarrkirche zusammen mit dem Kitzinger Reiner Wirl.
  - B4 Johann Caspar Gutmann (* 25. November 1719 in Püsselsheim; † unklar): Am 29. September 1743 ließ Johann Caspar Gutmann seinen Sohn in der Peterskirche in Würzburg taufen. Ab den 1750er Jahren ist er nicht mehr in Würzburg nachweisbar. Eventuell ist Johann Caspar Gutmann mit dem gleichnamigen Hofbildhauer des Trierer Fürstbischofs identisch.
  - B5 Johann Balthasar Gutmann (* 10. August 1723 in Püsselsheim; † um 1786 in Würzburg): Johann Balthasar Gutmann tauchte lediglich in einer Rechnung aus dem Jahr 1767 in den Quellen auf. Er sollte eine Reparatur in der Würzburger Residenz ausführen.[2]

Daneben gehörten wohl auch weitere Bildhauer zur Familie:
- Johann Adam Gutmann: Gutmann ist im Jahr 1760 als Bildhauer in Koblenz nachweisbar.[3]
- Johann Michael Gutmann (* Nordheim am Main): 1752 erhielt Gutmann das Bürgerrecht der Stadt Würzburg. Er arbeitete am Portalschmuck der Fuchsstädter Pfarrkirche im Jahr 1766.[4]
- Peter Gutmann: Gutmann lebte 1764 im Würzburger Sanderviertel. Eventuell handelte es sich um den gleichen Peter Gutmann, der 1773 in Koblenz in Erscheinung trat.

## Werke (Auswahl)
- Georg Adam Gutmann:

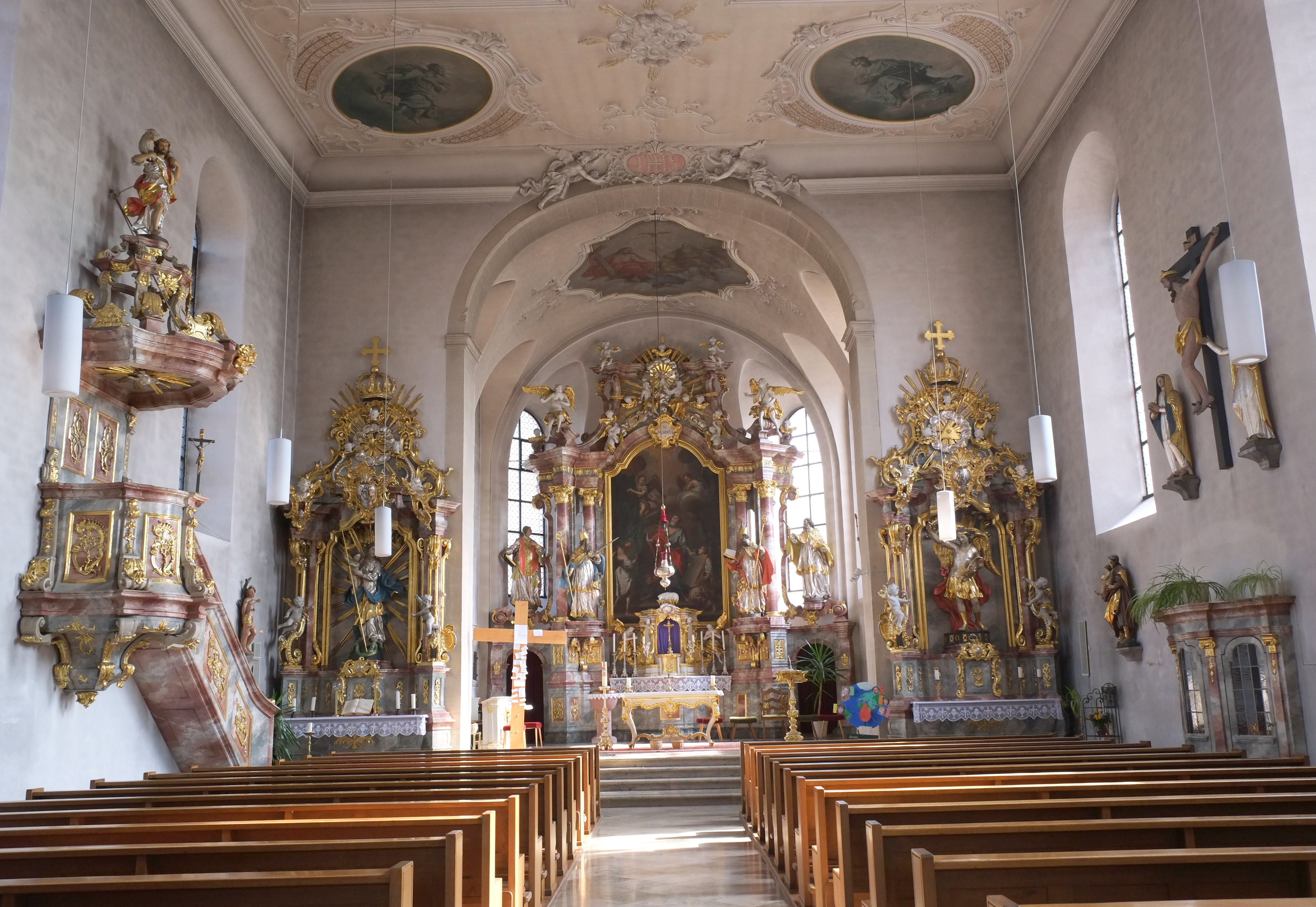
Die Kirchenausstattung der Markuskirche in Distelhausen stammt zu großen Teilen von Georg Adam Gutmann

  - 1739, Distelhausen, St. Markus, Kanzel
  - 1740, Bütthard, Liebfrauenkirche, Kanzel
  - 1740–1742, Distelhausen, St. Markus, Hochaltar
  - 1743, Würzburg, Reuererkirche, Franz von Paula-Altar
  - 1744, Höttingen, St. Burkard und St. Bonifatius, Seitenaltäre
  - 1745, Amorbach, Klosterkirche, u. a. Chorgestühl, Beichtstühle, Türflügel
  - 1745, Distelhausen, St. Markus, zwei Seitenaltäre[5]
- Johann Georg Gutmann:
  - Würzburg, Dom, Chorgestühl
- Martin Gutmann:
  - Ebrach, Klosterkirche, Orgelprospekt
  - Gaibach, Dreifaltigkeitskirche, Herrschaftsstuhl, Orgelwappen